# Rauðalækur
Rauðilækur é uma localidade na Islândia, com uma população de cerca de 68 habitantes em 2018.